# Ashley Bouder
Ashley Bouder (/ˈbaʊdər/; nacida el 10 de diciembre de 1983) es una bailarina de ballet estadounidense que actualmente es bailarina principal del New York City Ballet. También fundó y dirige actualmente su propio proyecto, The Ashley Bouder Project.

## Carrera
Bouder se incorporó al New York City Ballet como aprendiz en junio de 2000 y fue ascendida al cuerpo de baile cuatro meses después. Fue nombrada solista en 2004 y bailarina principal al año siguiente. Ha bailado obras de Balanchine como El Cascanueces y Serenata, y obras nuevas como el Concierto DSCH de Alexei Ratmansky y las Variaciones Pulcinella de Justin Peck. En 2019, ganó el Prix Benois de la Danse por bailar el papel de Swanida en Coppélia.